# Pelle Strindlund
Per Egil (Pelle) Strindlund, född 8 oktober 1971 i Sundsvall, är en svensk författare och debattör. Han förespråkar djurrätt och veganism. Mest uppmärksammad är han för boken Jordens herrar (2011). Till utbildningen är han journalist och teologie kandidat.
Strindlund är anhängare av ickevåldsprincipen och har en bakgrund som ickevåldsaktivist i freds- och djurrättsrörelsen. 

## Utmärkelser
År 2012 tilldelades Strindlund Djurens Rätts utmärkelse Guldråttan för boken Jordens herrar.